# 플루오로안티몬산
플루오로안티몬산 또는 플루오르안티모닉산은 화학식이 H2FSbF6인 이온화된 액체이다. 수소화 헬륨 이온을 제외한 지구상에서 가장 강력한 초강산으로 알려져있으며, 거의 모든 종류의 유기 화합물과 반응하여 탈수소화 시켜 분해한다.

## 화학적 성질
플루오로안티몬산은 거의 모든 종류의 유기화합물을 수소 기체와 탄소 양이온으로 탈 수소화 시켜버릴 만큼 강력하다. 다음 화학식은 플루오로안티몬산의 양성자가 이소뷰테인을 수소 기체와 이소뷰틸 양이온으로, 네오펜테인을 메테인과 이소뷰틸 양이온으로 탈수소화 시켜 분해하는 과정이다.
(CH3)3CH + H+ → (CH3)3C+ + H2
(CH3)4C + H+ → (CH3)3C+ + CH4

## 생성
액체상태의 플루오린화 수소 용액에 오플루오린화 안티모니를 가하여 만든다. 이때, 두 물질의 혼합 비율이 2:1일 때 용액의 산성도가 가장 강하다.
2HF + SbF5  →  H2F+ + SbF6-
생성물이 안정하지 않아 전체적인 반응이 발열성이다.
오플루오린화 안티모니가 용액 속의 플루오린화 이온(F-)을 전부 흡수하여 결과적으로 플루오로늄(H2F+) 이온의 농도가 증가한다.

## 산성도
용액에서 SbF5의 비율은 산성도에 영향을 끼치는데, 순수한 HF용액의 Hammet산도함수는 -15정도이지만 SbF5를 몰당 1%(100:1비율)만 첨가해도 -20까지 내려가며, 몰당 농도가 10%(10:1비율)에 도달할 경우에는 -21, 농도가 50%(2:1비율)를 넘을 경우 최대 -23까지 도달할 수 있다고 한다. 이는 순수 황산보다 2*1020배 더 강력한 것이며 위에서 언급한 수소화 헬륨 이온(-63)에 이어 두 번째로 높은 산성도이다.
부산물로 내놓는 SbF6- 음이온은 매우 약한 친핵체이자 SbF5의 짝염기이기도 하다.
| 이름(화학식)                        | H0     |
| ----------------------------------- | ------ |
| 수소화 헬륨 이온(HeH+)              | -63    |
| 플루오로안티몬산(H2F·SbF6)          | -23    |
| 마법산(HSO3F·SbF5)                  | -19.2  |
| 카보레인산(H(CHB11Cl11))            | -18    |
| 플루오로황산(HSO3F)                 | -15.1  |
| 트라이플루오로메테인설폰산(CF3HSO3) | -14.9  |
| 과염소산(HClO4)                     | -13    |
| 클로로설폰산(HSO3Cl)                | -12.78 |
| 황산(H2SO4)                         | -12    |
| 플루오린화 수소(HF)                 | -11    |

## 용도
- 카베늄 이온을 만들 때 사용된다.
- 제논화 금(IV) 화합물 제조에 사용된다.

## 안전성
- 용액에 포함된 안티모니는 중금속이며 사람에게 독성이 있다.
- 절대로 수분이 포함된 용매를 사용하여 플루오로안티몬산을 희석시키면 안 된다. 물과 닿으면 매우 강하게 폭발하여 매우 부식성인 플루오린화 수소 기체를 다량 방출시키기 때문에, 이러한 행동을 하는 것은 명백한 자살행위나 다름없다. 반드시 순도100% 액체 플루오린화 수소산만을 희석 용매로 사용해야 한다.

- 보관할 때에는 플루오린계 초강산에도 녹지 않는 테플론 용기 등에 보관한다.

## 같이 보기
- 플루오로붕산
- 플루오로황산
- 헥사플루오로인산